# Fraiburgo
Fraiburgo är en kommun i Brasilien.   Den ligger i delstaten Santa Catarina, i den södra delen av landet, 1 300 km söder om huvudstaden Brasília. Antalet invånare är 34 555.
I omgivningarna runt Fraiburgo växer huvudsakligen savannskog. Runt Fraiburgo är det ganska glesbefolkat, med 43 invånare per kvadratkilometer.